# Obléhání Jihlavy (1647)
Obléhání Jihlavy roku 1647 spočívalo v úspěšném obléhacím pokusu císařské armády pod vedením generálů Jana Kryštofa z Puchheimu a Jeana-Louise Raduita de Souches s podporou Innocentia Contiho dobýt město Jihlavu na česko-moravském pomezí, obsazenou Švédskou armádou pod velením plukovníka Samuela Österlinga, trvající od 1. září do 8. prosince 1647 v pozdní fázi třicetileté války. Akce, které předcházela pětitýdenní blokáda města, byla součástí snah císařského vojska vytlačit z území monarchie švédská vojska, následně ukončených na podzim roku 1648 podepsáním Vestfálského míru. Obléhání rovněž patří pak k nejkrvavějším a nejdéle trvajícím obléhacím akcím v českých zemích v rámci celé třicetileté války.

## Předcházející události

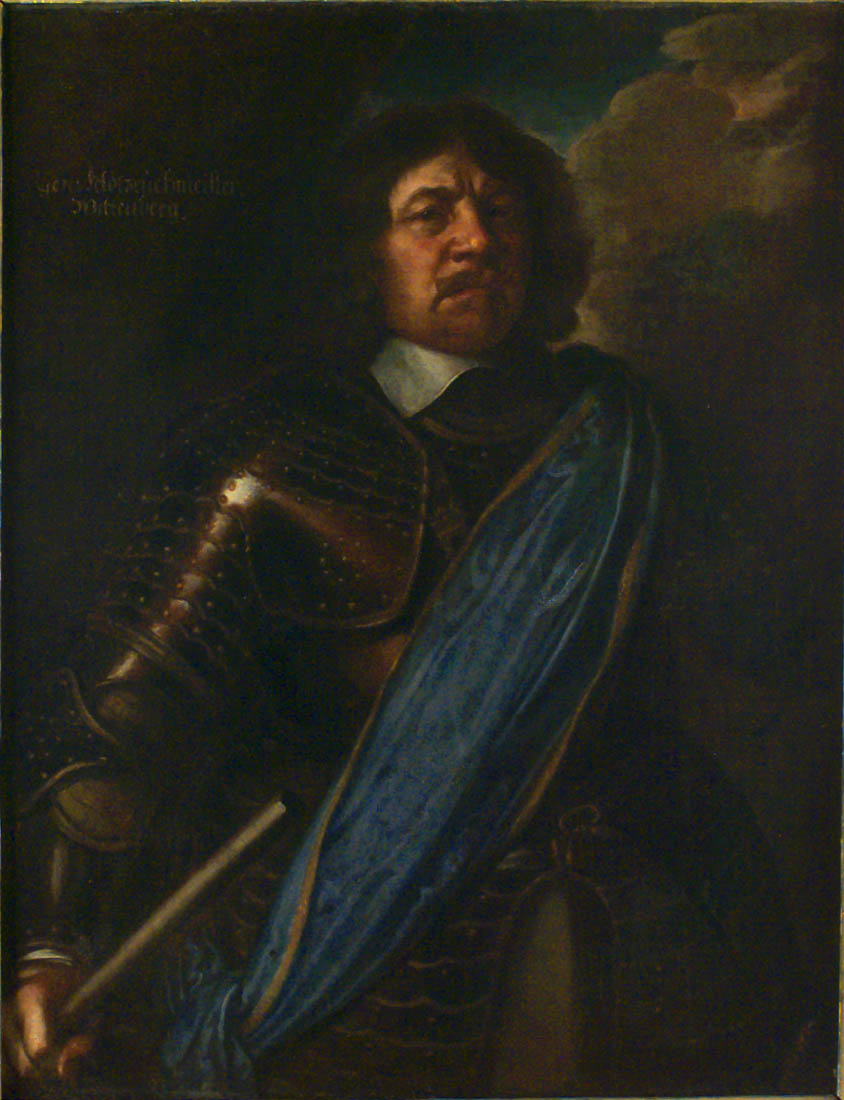
Portrét švédského generálmajora Arvida Wittenberga z roku 1649

6. března 1645 byla nedaleko Benešova svedena bitva u Jankova, s více než 6 500 padlými jedna z nejkrvavějších bitev třicetileté války. Pro poraženou stranu Habsburské monarchie znamenala zásadní zlom v průběhu celé války: císařská armáda byla rozprášena a vrchní velitel Melchior Hatzfeld, hrabě z Gleichenu, zajat. Švédský velitel Lennart Torstenson pak táhl se svou armádou přes Moravu na Vídeň. K Jihlavě se část švédských vojsk generálmajora Arvida Wittenberga. 11. března a zaujala pozice na Špitálském předměstí. 13. března 1645 se pak do města bez boje dostali švédští vojáci otevřeným padacím mostem Špitálské brány, k čemuž údajně došlo díky podplacení někoho z místních, aby nechal bránu otevřenou.

Po několika dnech dorazil do dobytého města sám generál Torstenson. Část švédské armády zde zůstala, velitelem města a zdejší švédské posádky byl jmenován plukovník Samuel Österling, její hlavní část pak pokračovala v tažení. Švédové nechali pobourat předměstí a vystavět bastionové opevnění pro případ pokusu o dobytí jejich pozic. Odchod několika tisíc protestantů i omezení dodávek sukna od místních soukeníků ničil jihlavské hospodářství. Ve městě panoval tyranický okupační režim podřízený fungování švédského vojska, město bylo nuceno vojsko vyplácet a živit, jsou zaznamenány kruté exemplární tresty místních obyvatel i neukázněných švédských vojáků, včetně poprav za krádeže či znásilnění. Svou krutostí a nekompromisností sproslul i samotný plukovník Österling, jemuž pro jeho živelné chování a rusé vlasy místní přezdívali Ohnivý muž.

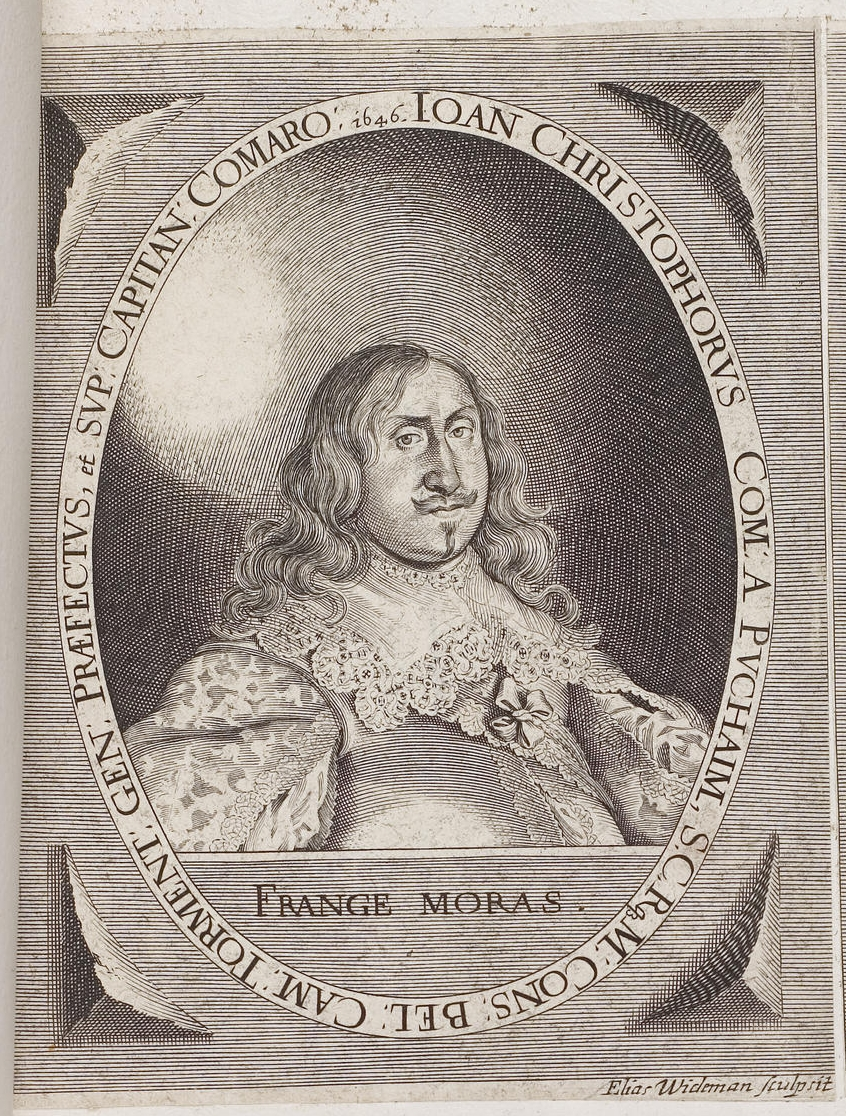
Polní zbrojmistr generál Jan Kryštof III. z Puchheimu

V letech 1645 až 1646 byly hlavní boje se Švédy sváděny v severním Dolním Rakousku. Po ubránění se švédskému útoku na Dunaji roku 1645 se armádě pod velením generála Jana Kryštofa Puchheima podařilo dostat pod kontrolu strategickou pevnost Mautern. Válku v Dolních Rakousích, která byla pro kapitulaci Švédů rozhodující, převzal vojenský velitel Moravy a úspěšný obránce při švédském obléhání Brna roku 1645 Jean-Louis Raduit de Souches, načež byla roku 1646 dobyta také Kremže a Korneuburg. Ještě roku 1646 pak Puchheim a de Souches vytáhli do Dolních Rakous a na Moravu, aby získali švédské pevnosti zpět do rukou císařské armády. Počátkem roku 1647 ležela císařská vojska v Třebíči, Brtnici, Telči, Počátkách, Pelhřimově, Batelově, Úsobí, Německém Brodě a Polné, čímž začala Jihlavu pozvolna obkličovat. V první polovině roku docházelo pak v okolá města k drobným šarvátkám.

## Obléhání
Švédská obrana města představovala 28 děl, dva pěší a dva jízdní regimenty, populace zdevastovaného a hospodářsky vyčerpaného města se v té době pohybovala něco přes tisíc obyvatel z původních osmi tisíc před začátkem války. 4. července proběhl, jako pokračování přibližovacích akcí, pokus zřídit obléhací tábor u šibeničního vrchu, odtud ale byli císařští po celodenním boji vytlačeni. Následovala pětitýdenní blokáda města, která vedla k několika loupeživým výpadům Švédů do okolí a vyplenění či vypálení vsí Hosov, Pístov, Horní Kosov, Staré Hory, Henčov, Hruškové Dvory či město Žďár nad Sázavou. 

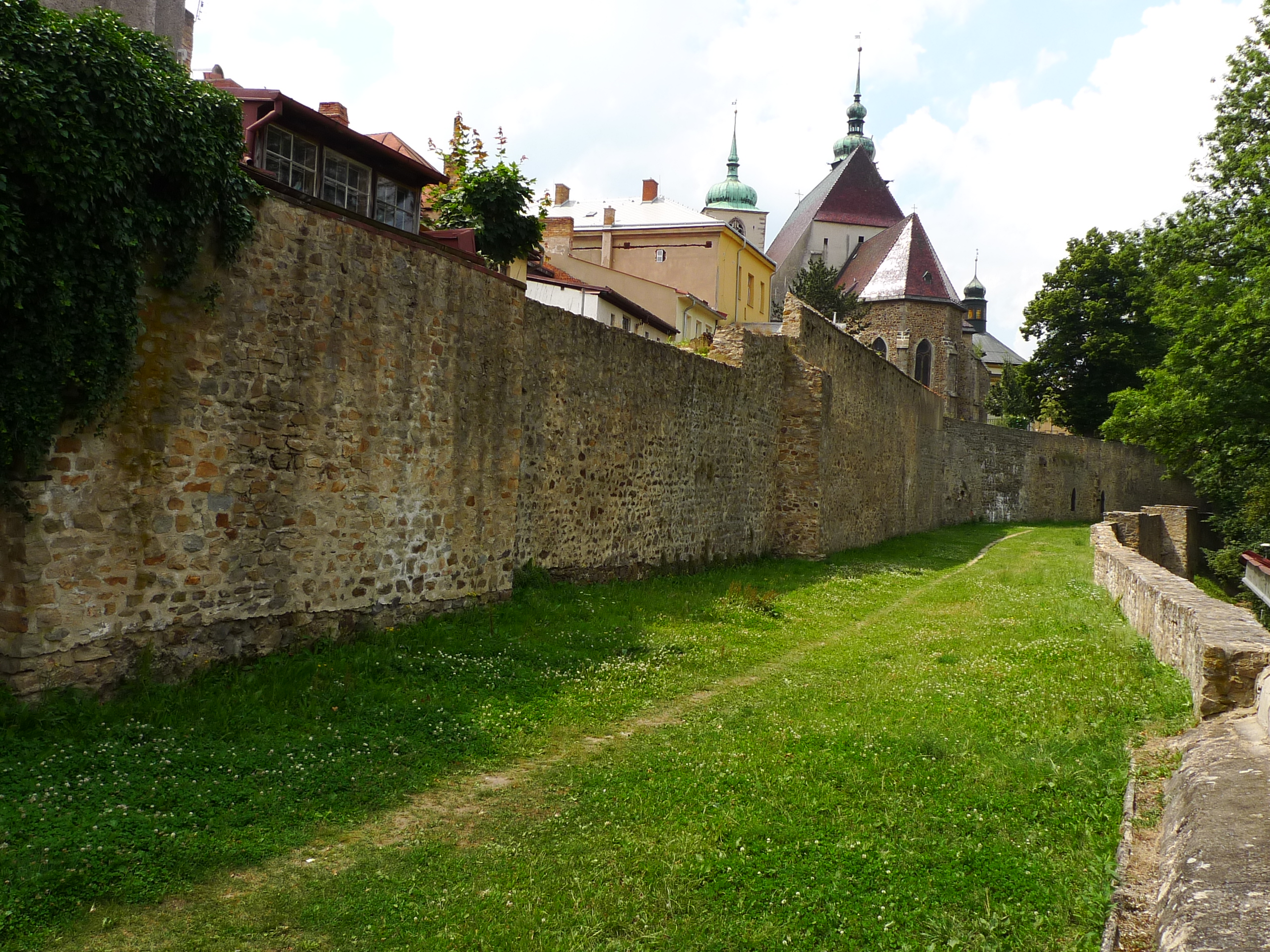
Pozůstatky gotického opevnění města u kostela svatého Jakuba Většího

Hlavní válečná síla pod velením generála Jana Kryštofa Puchheima a Jeana-Louise Raduita de Souches pak dorazila k městu 1. září od Čáslavi. Zaujala opevněné pozice a zřídila dělostřelecké baterie, dopraveno byla k Jihlavě z Brna též těžká děla. Hlavní pozice císařské armády zprvu vznikly na vrchu Heulos. Švédové pak pro usnadnění obrany zbořit kostel svatého Kříže a nový premonstrátský dům. 5. října bylo zahájeno systematické dělostřelecké odstřelování města. 18. října bylo dokončeno opevnění okolo celého prostoru města a na město tak dopadaly další desítky a stovky dělových koulí a výbušných granátů. Byl přerušen vodovod, vypáleno bylo několik domů i kostel sv. Jana Křtitele.
Plukovník Österling přesto zásadně odmítal kapitulaci a Švédové tak v obleženém městě mezitím nutili jihlavské obyvatele k opětovným opravám hradeb, situace města ale začínala být bezvýchodná. 22. listopadu byla dobyta východní část městského opevnění u Kočky a 26. listopadu bastion u Křížové brány, pozice, které pak poskytly zázemí pro generální útok vedený 30. listopadu, kdy bylo na město vypáleno přes tisíc střel. 1. prosince byl v bojích na barikádách ve městě u kostela svatého Jakuba Většího zasažen Samuel Österling třemi kulkami a po několika hodinách zemřel. Jeho nástupce plukovník Klaudius Bengtsson byl rozhodnut pokračovat v obraně města, posléze se však rozhodl již nehájitelné město 7. prosince ráno vydat výměnou za volný odchod svých mužů, čemuž bylo vyhověno. 8. prosince 1647 tři sta švédských vojáků opustilo město směrem k Hlohovu ve Slezsku, s sebou odvezli také ostatky plukovníka Österlinga, později pohřbené u Baltu. Město poté obsadila císařská armáda.

## Důsledky
Samotné obléhání si vyžádalo přes tisíc padlých celkem na obou bojujících stranách. Na město za celou dobu obléhání dopadlo celkem na šest tisíc projektilů a střel, hradby na východní straně města měly na vnější zdi od Kočky k Brtnické bráně celkem 165 sáhů otvorů. Po odchodu švédské armády zůstalo v Jihlavě jen 234 domů (189 z nich obydlených) a přibližně 1000 obyvatel.
Následujícího roku pak došlo k dalšímu švédskému útoku armády Arvida Wittenberga ze Slezska. V létě pak malý švédský kontingent pod velením Hansem Christoffa von Königsmarcka napadl Čechy z Horní Falce a dne 26. července bleskově zabral pražskou Malou Stranu. Na pomoc městu se s 2000 jezdci vydal též generál Puchheim, aby podpořil tak obranu Starého a Nového Města při švédském obléhání města, kvůli nedostatku píce pro koně ale musel zanedlouho odtáhnout. Boje v českých zemích pak skončily nedlouho po podepsání Vestfálského míru 24. října 1648. Některé pevnosti však švédská vojska opustila až po zaplacení rakouských válečných reparací Švédsku, jako například Olomouc, která byla vydána až v roce 1650.
Z období švédské přítomnosti ve městě vzniklo také několik legend a pověstí.